# 26-й саміт G8
26-й саміт Великої вісімки — зустріч на вищому рівні керівників держав Великої вісімки, проходив 21-23 липня 2000 року в місті Наґо (Окінава, Японія). На саміті розглядався комплекс питань з глобальных міжнародних проблем.

## Учасники
| Core G7 members   |                   |                 |                 |
| Учасник           | Учасник           | Представляє     | Посада          |
| Канада            | Канада            | Жан Кретьєн     | Прем'єр-міністр |
| Франція           | Франція           | Жак Ширак       | Президент       |
| Німеччина         | Німеччина         | Герхард Шредер  | Канцлер         |
| Італія            | Італія            | Джуліано Амато  | Прем'єр-міністр |
| Японія            | Японія            | Морі Йосіро     | Прем'єр-міністр |
| Велика Британія   | Велика Британія   | Тоні Блер       | Прем'єр-міністр |
| США               | США               | Білл Клінтон    | Президент       |
| Європейський Союз | Європейський Союз | Романо Проді    | Президент ЄС    |
| Росія             | Росія             | Володимир Путін | Президент       |

## Рішення саміту
Підписано спільну заяву, яка підтвердила обопільну зацікавленість у швидкій ратифікації СНО-2 в США і взаємну готовність розширити контакти у справі розробки СНО-3. Було також досягнуто домовленості про створення центру з контролю за пусками ракет.